# Lekhgaun
Lekhgaun (nep. लेखगाउ) – gaun wikas samiti w zachodniej części Nepalu w strefie Bheri w dystrykcie Surkhet. Według nepalskiego spisu powszechnego z 2001 roku liczył on 840 gospodarstw domowych i 4897 mieszkańców (2452 kobiet i 2445 mężczyzn).